# Perowskity

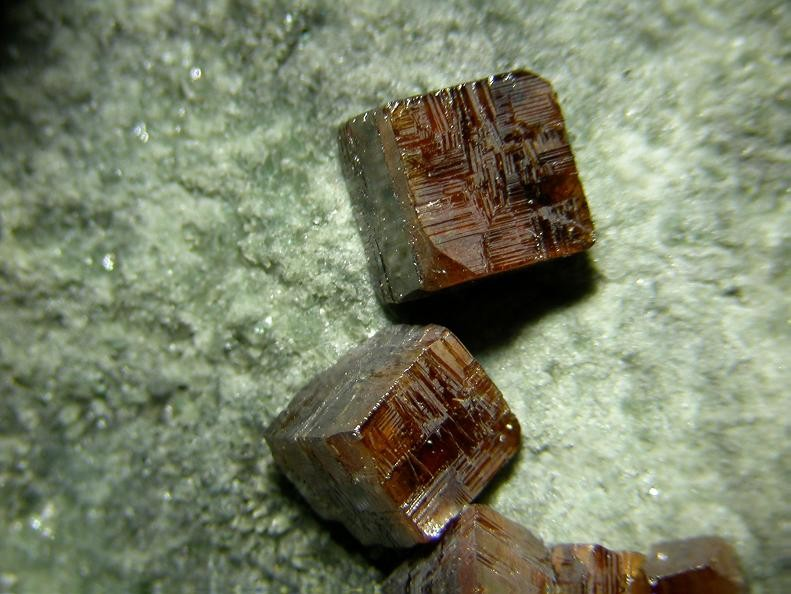
Kryształy perowskitu (Alpy Graickie, okolice Almese, Włochy)

Perowskity – grupa minerałów zbudowanych z nieorganicznych związków chemicznych o ogólnym wzorze ABX3, gdzie A – to zwykle kation metalu z grupy litowców lub berylowców (rzadziej któregoś z metali przejściowych), B – to kation o liczbie koordynacyjnej równej 6 (najczęściej tytan, niob, tantal, mangan), zaś X – to zazwyczaj anion tlenkowy O2−, rzadziej halogenkowy lub siarczkowy. Nazwa tej grupy związków pochodzi od reprezentatywnego przedstawiciela grupy, perowskitu (tytanianu(IV) wapnia, CaTiO3).

## Opis struktury

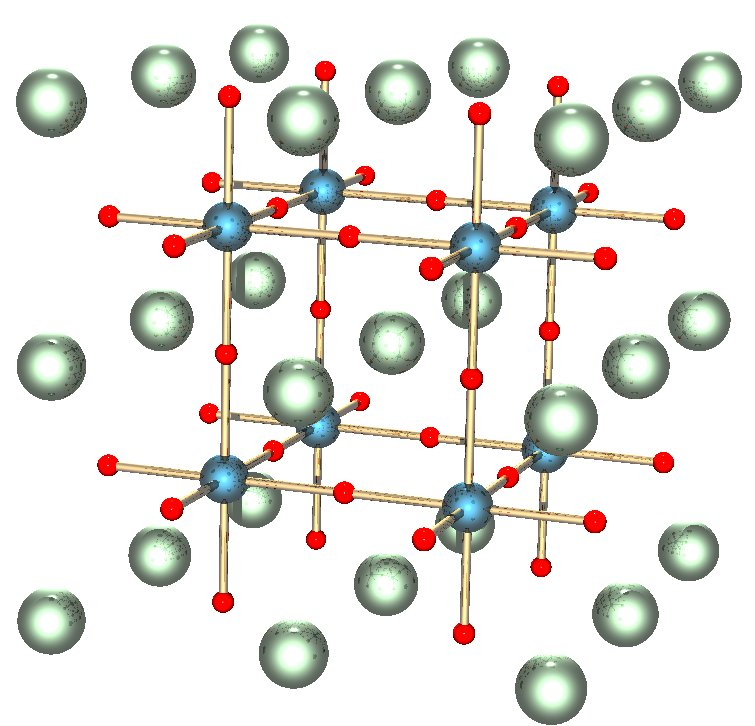
Struktura perowskitów o wzorze ogólnym ABX_{3}. Czerwone – atomy X (zwykle tlen), niebieskie – atomy B (mniejszy kation metalu, np. Ti^{4+}), zielone – atomy A (większy kation metalu, np. Ca^{2+}). Przedstawiono niezaburzoną strukturę układu regularnego, jednak wiele perowskitów ma niższą symetrię

Struktura perowskitów może być opisana przez regularną sieć płasko-centrowaną (FCC) z jonem B4+ w centrum sieci, otoczonym przez 6 anionów tlenkowych na środkach każdej ze ścian i z 8 jonami A2+ w narożach sześcianu (każdy o liczbie koordynacyjnej równej 12). W większości związków o tej strukturze promienie jonowe B4+ oraz A2+ są mniejsze od wartości implikowanych przez geometrię sieci, toteż nie „stykają się” one z sąsiednimi anionami tlenkowymi, łamiąc pierwszą zasadę Paulinga. Na skutek tego, sieć może ulegać odkształceniom, mającym na celu minimalizację jej energii.

## Zastosowanie
Znaczenie gospodarcze mają tylko niektóre odmiany zasobne w niob i cer, jednak perowskity badane są pod kątem wykorzystania ich do produkcji tanich ogniw słonecznych. W marcu 2014 r. polska fizyk Olga Malinkiewicz za pracę nad wykorzystaniem perowskitów w fotowoltaice otrzymała główną nagrodę w prestiżowym konkursie naukowym Photonics21.